# Cheirolophus
Cheirolophus je rod od blizu 30 biljnih vrsta iz porodice Asteraceae raširen najviše po Kanarskim otocima i zapadnom Sredozemlju.

## Vrste
1. Cheirolophus anagensis A.Santos; ined.
2. Cheirolophus arboreus (Webb & Berthel.) Holub
3. Cheirolophus arbutifolius (Svent.) G.Kunkel
4. Cheirolophus benoistii (Humb.) Holub
5. Cheirolophus burchardii Susanna
6. Cheirolophus canariensis (Willd.) Holub
7. Cheirolophus cavanillesianus P.P.Ferrer, R.Roselló, Gómez Nav., A.Guillén, E.Laguna & Peris
8. Cheirolophus crassifolius (Bertol.) Susanna
9. Cheirolophus dariasii (Svent.) Bramwell
10. Cheirolophus duranii (Burchard) Holub
11. Cheirolophus falcisectus Svent. ex Montelongo & Moraleda
12. Cheirolophus ghomerythus (Svent.) Holub
13. Cheirolophus grandifolius (Font Quer) Stübing, Peris, Olivares & J.Martín
14. Cheirolophus intybaceus (Lam.) Dostál
15. Cheirolophus junonianus (Svent.) Holub
16. Cheirolophus massonianus (Lowe) O.E.Erikss., A.Hansen& Sunding
17. Cheirolophus mauritanicus (Font Quer) Susanna
18. Cheirolophus metlesicsii Parada
19. Cheirolophus puntallanensis A.Santos; ined.
20. Cheirolophus santos-abreui A.Santos
21. Cheirolophus satarataensis (Svent.) Holub
22. Cheirolophus sempervirens (L.) Pomel
23. Cheirolophus sventenii (A.Santos) G.Kunkel
24. Cheirolophus tagananensis (Svent.) Holub
25. Cheirolophus tananicus (Maire) Holub
26. Cheirolophus teydis (C.Sm.) G.López
27. Cheirolophus uliginosus (Brot.) Dostál
28. Cheirolophus webbianus (Sch.Bip.) Holub